# Boophis praedictus
A Boophis praedictus a kétéltűek (Amphibia) osztályába, a békák (Anura) rendjébe és az aranybékafélék (Mantellidae) családjába tartozó faj.

## Előfordulása
A faj Madagaszkár endemikus faja. A sziget délkeleti részén, Vevembe mellett, 581 m-es magasságban figyelték meg először. Később további példányait találták meg Makira természetvédelmi területén, az Ambatovaky speciális természetvédelmi területen és a Masoala nemzeti parkban.